# I Really Want You
I Really Want You – utwór brytyjskiego wokalisty Jamesa Blunta. Wydany został 29 marca 2008 roku przez wytwórnię płytową Atlantic Records jako czwarty singel z jego drugiego albumu studyjnego, zatytułowanego All the Lost Souls. Twórcą tekstu utworu jest James Blunt, natomiast Tom Rothrock zajął się jego produkcją. Do singla nakręcono także teledysk, a jego reżyserią zajął się Jim Canty. „I Really Want You” notowany był na 75. pozycji w notowaniu Billboard Canadian Hot 100.

## Pozycje na listach przebojów
| Kraj            | Lista (2007-08)  | Pozycja |
| --------------- | ---------------- | ------- |
| Kanada          | Canadian Hot 100 | 75      |
| Wielka Brytania | Singles Top 100  | 171     |